# Апитонян, Артак Геворгович
Артак Геворгович Апитонян (арм. Արտակ Գևորգի Ապիտոնյան, родился 26  августа 1971 года в с. Алашкерт Октемберянского района Армянской ССР, СССР) — армянский дипломат. Исполнительный директор фонда развития «The FUTURE ARMENIAN».

## Образование
- 1987 год — с отличием окончил среднюю школу № 1 г. Октемберяна.
- 1987 год — с отличием окончил Ереванский государственный университет, факультет востоковедения (арабистика).
- 1991 год — окончил Институт современных языков Бургиба, Тунис (арабский язык).
- 1993 год — прошёл дипломатические долгосрочные специальные курсы в Институте дипломатических исследований Министерства иностранных дел Египта.

## Дипломатическая карьера
- 1993—1994 годы — атташе Департамента арабских стран и Израиля МИД Республики Армения,

- 1995—1997 годы — третий секретарь Посольства Армении в Арабской Республике Египет,

- 1997—1999 годы — третий секретарь Департамента арабских стран и Израиля МИД Армении.

- 1998 год — советник Постоянного Представительства Армении в ООН.

- 1999—2002 годы — заместитель посла и поверенный в делах Посольстве Армении в Ливане.

- 2003—2005 годы — руководитель департамента ООН в МИД Армении.

- 2005—2008 годы — заместитель главы Постоянного представительства Армении в штаб-квартире ООН в Женеве.

- 2008—2009 годы — советник аналитического департамента МИД Армении.

- 2009—2013 годы — Руководитель Управления внешних связей Аппарата Президента Республики Армения[2]. В период работы на этом посту, указом президента Армении от 12 января 2012 года, был удостоен дипломатического ранга чрезвычайного посланника и полномочного министра[3].
- 2013—2014 годы — Указом Президента РА освобожден от должности заведующего отделом внешних связей Аппарата Президента РА.

- 2013—2014 годы — был назначен президентом Армении на пост посла (главы дипломатического представительства) Армении в Королевстве Швеция (с резиденцией в Стокгольме)[4].
- 2014—2018 годы — был также назначен исполнять по совмещению (с резиденцией в Стокгольме) обязанности посла Армении в Республикe Финляндия[5].

- В ходе исполнения посольских обязанностей, указом президента от 1 марта 2016 года был удостоен высшего дипломатического ранга чрезвычайного и полномочного посла Республики Армения[6].

- 2018—2021 годы — назначен премьер-министром Армении Николом Пашиняном на должность заместителя министра иностранных дел Армении[7].
- 2022 год — 21 февраля назначен исполнительным директором фонда развития «The FUTURE ARMENIAN».

## Семейное положение
Женат, имеет троих детей.

## Награды
- Грамота Содружества Независимых Государств (5 декабря 2012 года, Совет глав государств СНГ) — за активную работу по укреплению и развитию Содружества Независимых Государств[8]